# Twój na zawsze
Twój na zawsze (ang. Remember Me) – amerykański dramat romantyczny z 2010 w reżyserii Allena Coultera. W roli głównej występuje Robert Pattinson.

## Obsada
- Robert Pattinson – Tyler Hawkins
- Emilie de Ravin – Ally Craig
- Pierce Brosnan – Charles Hawkins
- Chris Cooper – Neil Craig
- Ruby Jerins – Caroline Hawkins
- Tate Ellington – Aidan Hall
- Lena Olin – Diane Hirsch
- Martha Plimpton – Helen Craig